# Georges Moreau de Tours
Pour les articles homonymes, voir Moreau.

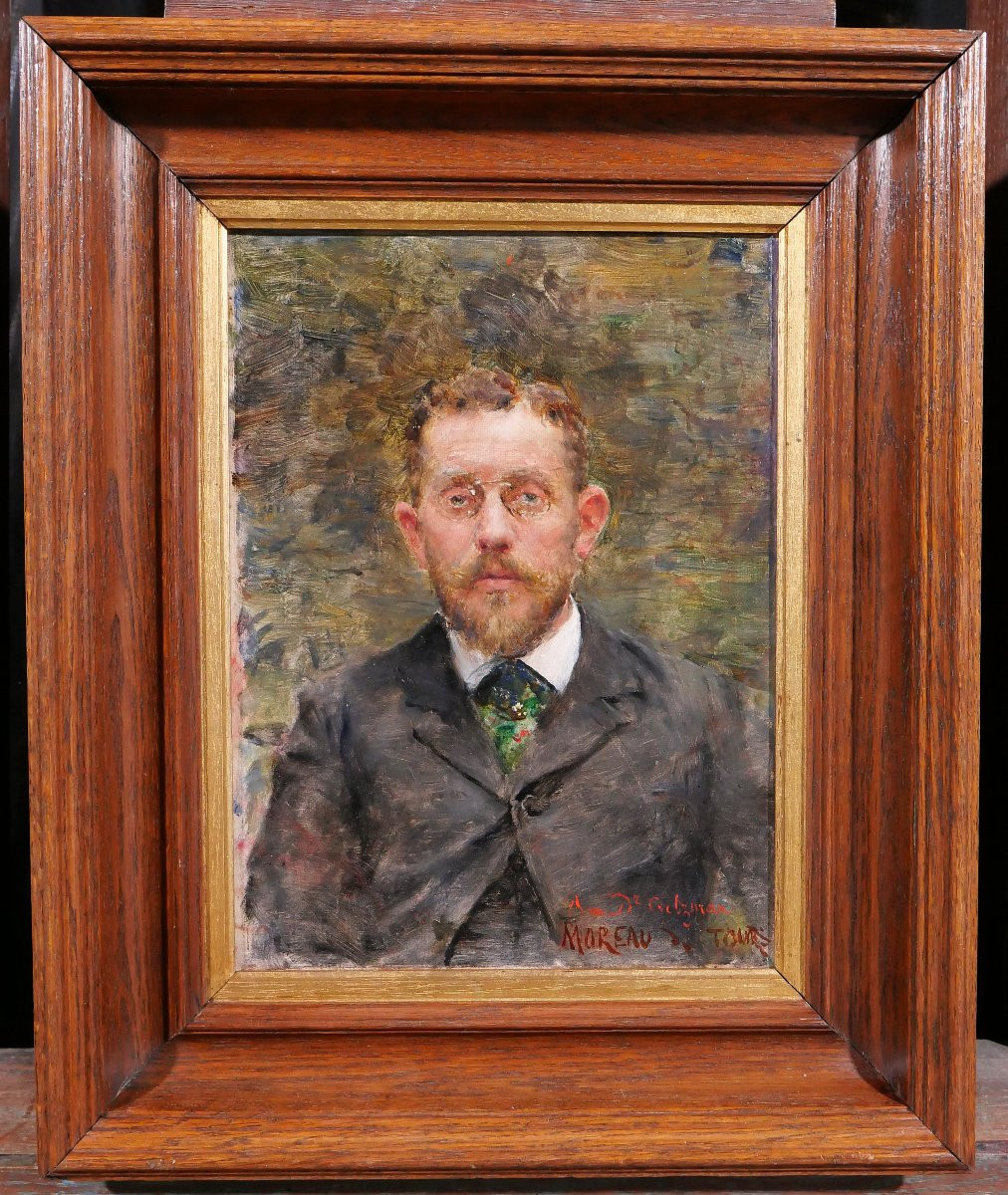
Georges Moreau de Tours (1848-1901). Portrait du Docteur Criztman. Vers 1880/1890. Huile sur toile. France, collection Calvé-Cantinotti

Georges Moreau de Tours, est un peintre français né le 4 avril 1848 à Ivry-sur-Seine et mort le 12 janvier 1901 à Bois-le-Roi.

## Biographie
Georges naît à la maison de santé du docteur Esquirol à Ivry-sur-Seine, où travaille son père, le psychiatre Jacques Joseph Moreau (1804-1884), pionnier des recherches psychologiques et psychiatriques, également célèbre pour avoir créé le club des Hashischins, fréquenté par peintres et écrivains de renom : Daumier, Delacroix, Théophile Gautier, Baudelaire, Flaubert, Dumas, Balzac ou encore Gérard de Nerval. Son frère, le psychiatre Paul Moreau de Tours (1844-1908), prendra la succession de son père, devenu directeur de la Maison Esquirol. 

### 1875-1892: une renommée grandissante
Georges commence des études de droit, interrompues par la guerre de 1870 avant de s'inscrire à l'École Nationale et Spéciale des Beaux-Arts de Paris le 25 octobre 1870, section de Peinture et Sculpture, où il étudie sous la direction d'Alexandre Cabanel (1823-1889), un peintre académique de portraits et scènes de genre.
Il est aussi l'élève de Gustave-Lucien Marquerie.
En 1875, Georges Moreau de Tours expose pour la première fois au Salon avec un tableau représentant Cléopâtre. Il y participera chaque année pratiquement jusqu'à sa mort.   
Il gagne en 1880 le concours de la ville de Paris pour la décoration de la Salle des Mariages de la Mairie du 2e arrondissement. L'ensemble est constitué de : Le Sacrifice à la Patrie, Le Mariage, et La Famille. 
Vraisemblablement à la mort de son père - en 1884, il s'installe au 51 rue Claude-Bernard à Paris. Il fréquente déjà Thérèse Champrenaud, artiste-peintre d'origine suisse et de confession protestante, elle-même élève de Cabanel.
Il participe à l'exposition universelle de 1889.
1892 est certainement l'apogée de sa renommée professionnelle. Son envoi au Salon est une œuvre de grand format (225 × 285 cm!) : Vive la France ! - l'exécution de G. Gombald de Dinan, sergent au 2e tirailleurs à Ingolstad, janvier 1871, à la composition originale (le dernier cri du condamné statique qui apparaît à l'arrière-plan tout à gauche est repris par ses codétenus qui constituent le large premier-plan très dynamique) et qui pour la première fois dans l'œuvre du peintre porte sur un sujet d'histoire récente. 1892 est aussi l'année où il se voit décorer de la Légion d'honneur.

### 1893-1901: les dernières années
Début 1893, à la suite du décès de sa mère, il a une attaque d'apoplexie, son côté droit est paralysé. Son œuvre s'en ressent : il rompt avec les grands formats sur des sujets historiques ou patriotiques, et se tourne davantage vers des scènes de genres familiales, des sujets bucoliques, réalisés en plein-air, dans le jardin de ses propriétés (Paris et Bois-le-Roi), au milieu de ses enfants et de sa femme - souvent elle-même en train de peindre. Le coup de vent (Salon de 1896) est représentatif de cette ultime décennie, brutalement interrompue par son décès à Bois-le-Roi en 1901. 
Georges Moreau de Tours a épousé en 1893 sa muse, modèle, peintre, élève et compagne Thérèse Champrenaud (1861-1921). Le couple et leurs descendants (ils ont eu quatre enfants) sont inhumés au cimetière de Bois-le-Roi.
Une rue de Bois-le-Roi porte son nom.

## Œuvres
- L'Annonce aux bergers (1875), huile sur toile, Montpellier, musée Fabre
- Cléopâtre (Salon de 1875), huile sur toile
- Didon (Salon de 1876), huile sur toile
- Le Christ et la femme adultère (1877), huile sur toile, 120 × 74 cm, Nice, Musée des Beaux-Arts Jules Chéret
- Portrait de mon père (1878)
- Ptolémée au tombeau d'Alexandre (1878), huile sur toile, Bois-le-Roi, Mairie ; Concours du Prix de Rome, inscrit au titre des Monuments historiques par arrêté du Ministère de la Culture, en date du 13 avril 2021
- Pélias tués par ses filles (Salon de 1878), huile sur toile, 261 × 207 cm, coll. part. ; mention honorable au salon de 1878
- Blanche de Castille (1879), huile sur toile, Nevers, Musée de la Faïence et des Beaux-Arts
- Blanche de Castille ou L'Amour des pauvres (Salon de 1879), huile sur toile, Le Mans, musée de Tessé
- Une Extatique au XVIIIe siècle : épreuve du crucifiement (Salon de 1879, n° 2183), huile sur toile, 200 × 269 cm; signée 'MOREAU DE TOURS 1879' en bas à droite; vente Artcurial Lot 221 du 22 novembre 2023[3]
- Le Mariage, Le Sacrifice à la Patrie, La Famille (1879) décorations murales, mairie du 2e arrondissement de Paris
- Latour d'Auvergne mort au champ d'honneur ou La Tour d'Auvergne, premier grenadier de France, mort au champ d'honneur (Salon de 1880), Quimper, musée des beaux-arts[4]
- L'Égyptologue (1882), huile sur toile, 104 × 156 cm, Tours, Musée des beaux-arts (inv. 1882-3-1)
- Une stigmatisée au Moyen Âge (1885), huile sur toile, 303 × 260 cm, Nantes, Musée d'arts[5]
- La Morphine ou Les Morphinées (Salon de 1886, n° 1703), huile sur toile, 160 × 220 cm ; signée 'MOREAU (de TOURS)' en bas à gauche ; vente Artcurial Lot 191 du 21 mars 2018[6]
- Cigale ou la Mandolinata (1886), huile sur toile, Saintes, Musée de l'Échevinage
- Portrait de jeune fille (1886), huile sur toile, 41 × 32,7 cm, Clermont-Ferrand, Musée d'Art Roger-Quilliot (inv. 2570 ; 56.176.1 ; 894.315.1), signée et datée Moreau de Tours / 1886.
- Le Drapeau : assaut de Malakoff, le 8 septembre 1855 (1888), huile sur toile, Laval, Musée du vieux-château
- Inquiétude (1888), huile sur toile, Rochefort-sur-Mer, Musée Hèbre de Saint-Clément
- Portrait du Dr Bretonneau (1889), huile sur toile, Tours, Musée des beaux-arts
- Thérèse peignant le jardinier au 51 rue Claude Bernard (1889), huile sur toile, Rochefort-sur-Mer, Musée Hèbre de Saint-Clément
- Napolitaine (1889), huile sur toile, Rochefort-sur-Mer, Musée Hèbre de Saint-Clément
- Les Fascinés de la Charité, service du Dr Luys (1890), huile sur toile, 125,8 × 158,7 cm, Reims, Musée des Beaux-Arts (inv. 890.35.1)
- La Mort du polytechnicien Vaneau, 29 juillet 1830 (Salon de 1891), huile sur toile, Palaiseau, École polytechnique[7], d'après l'Histoire de l'École polytechnique de Gaston Pinet
- Douleur (1891), huile sur toile, Saint-Brieuc, musée d'art et d'histoire
- Vive la France ! - Mort du Sergent Gombault (1892), huile sur toile, 225 × 285 cm, Dinan, Musée de Dinan (Inv. 1892.02)
- Au cabaret de Ramponneau (1893), huile sur toile, Colmar
- Lazare Carnot à la bataille de Wattignies (1893), huile sur toile, musée d'Évreux
- Henrich Heine et la Muse de la Poésie, Esquisse (1894), mine de plomb, Bois-le-Roi, Mairie; dédicacé au maire de Bois-le-Roi Louis Létang
- Le coup de vent (Salon de 1896), huile sur toile
- Dilettanti (Salon de 1896), huile sur toile

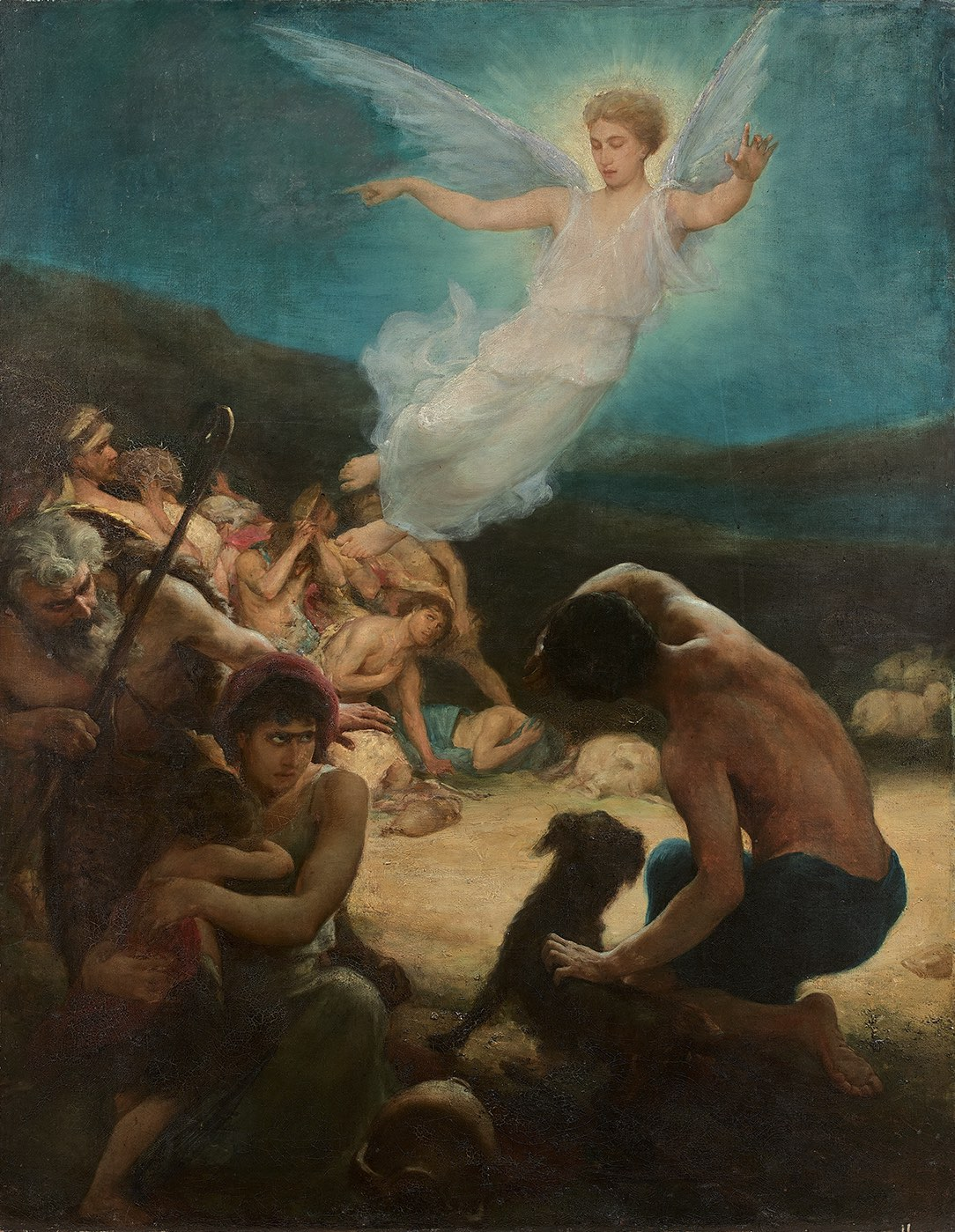
L'Annonce aux bergers (1875) Montpellier, Musée Fabre
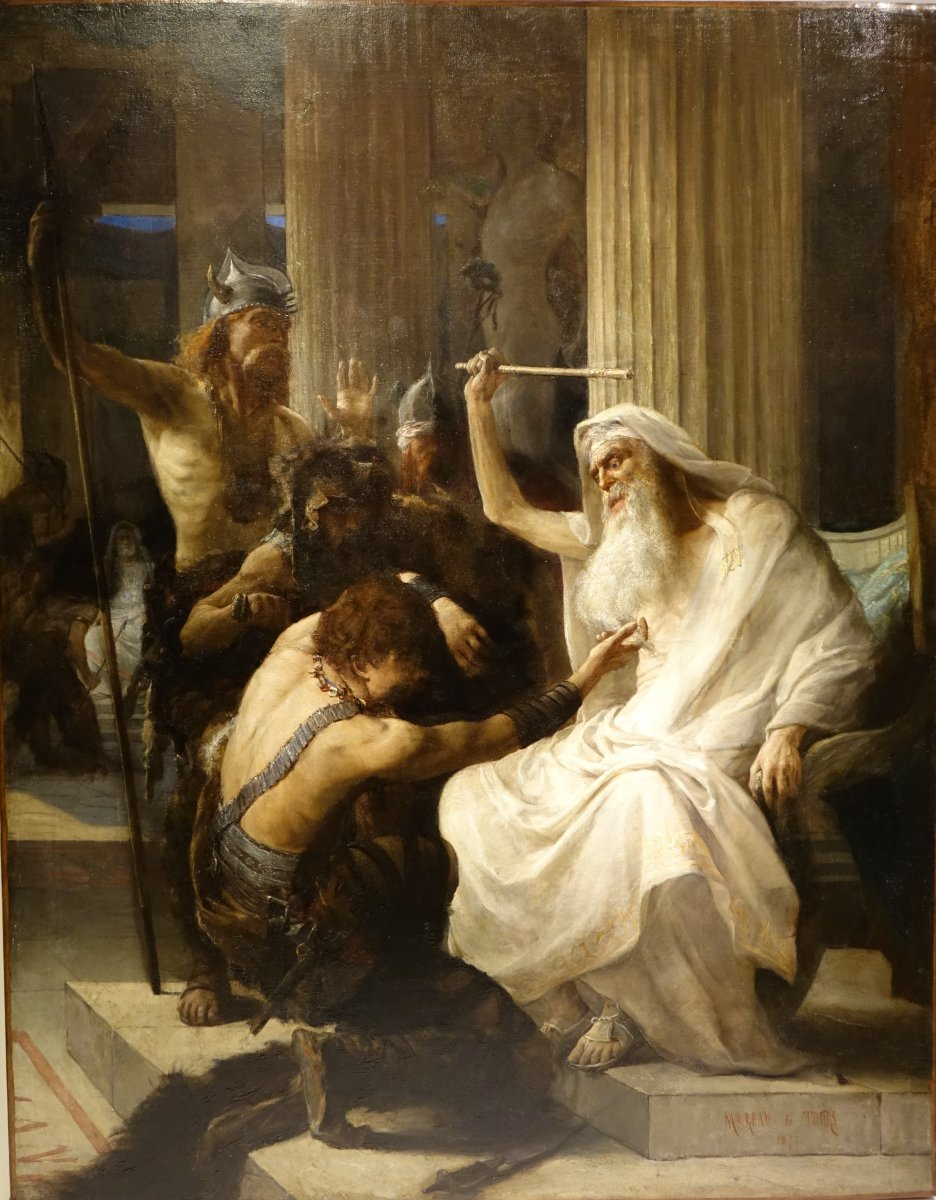
Prise de Rome par les gaulois (1877), coll. part.
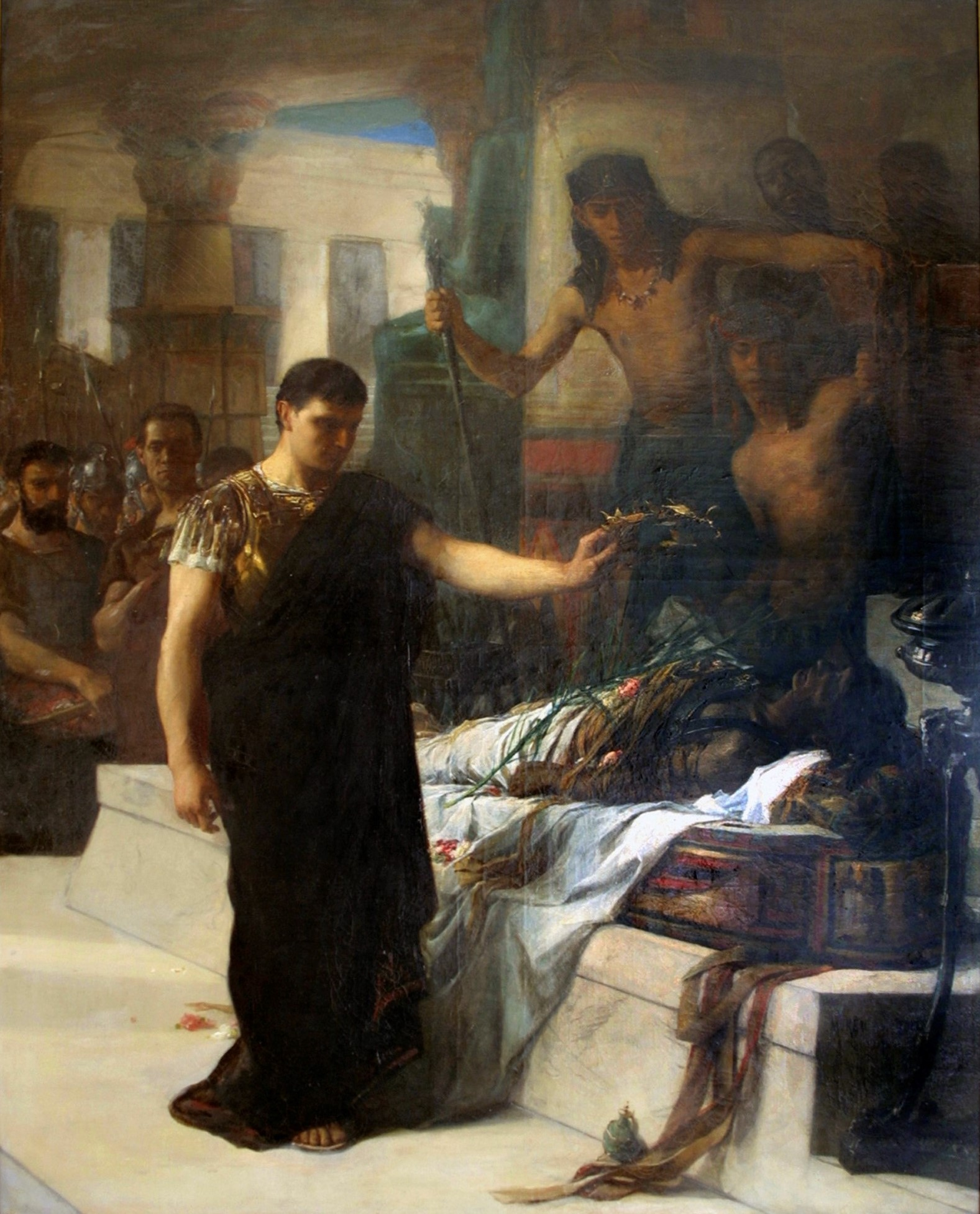
Ptolémée au tombeau d'Alexandre (1878) Bois-le-Roi (Seine-et-Marne)
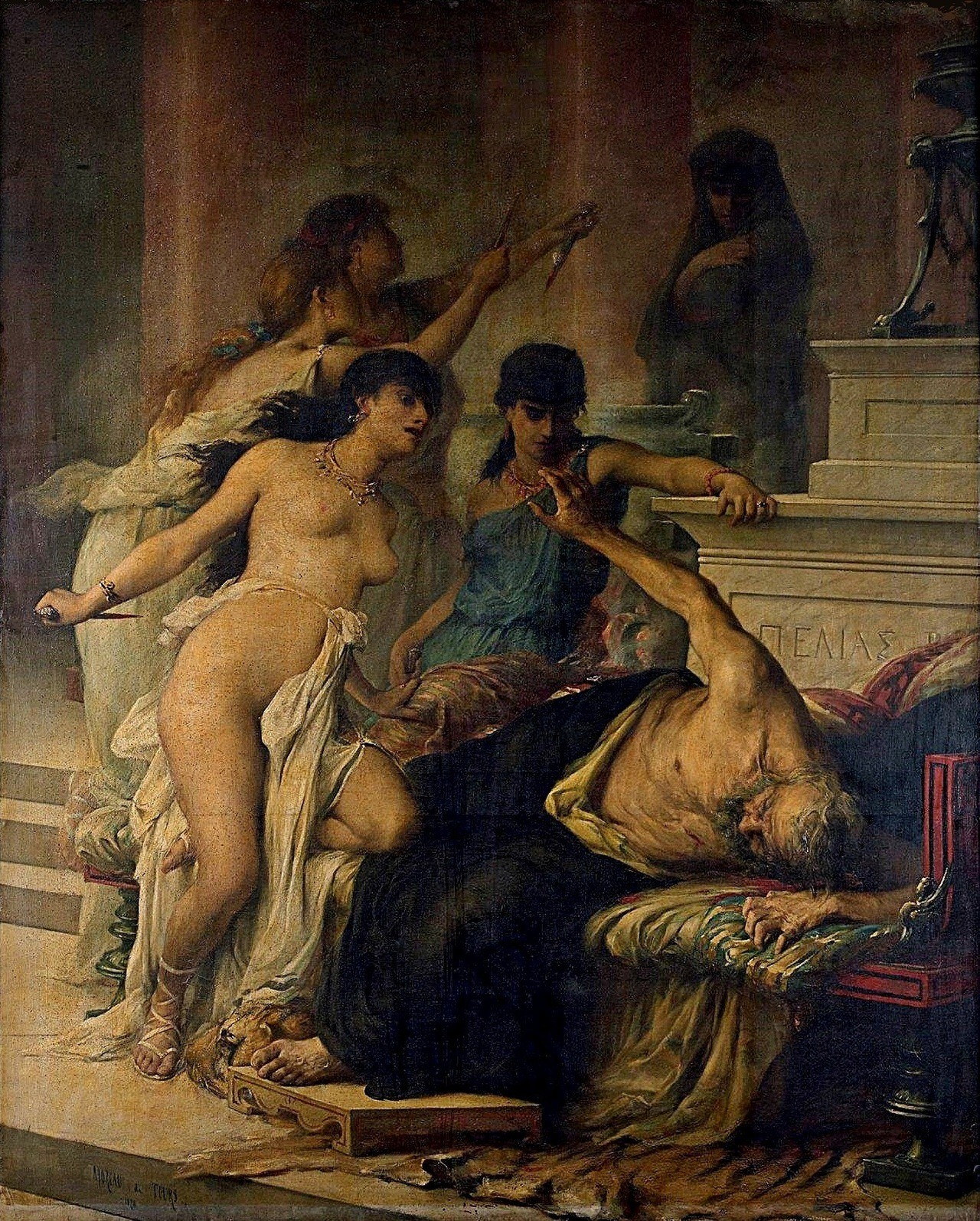
Le meurtre de Pélias par ses filles (1878)
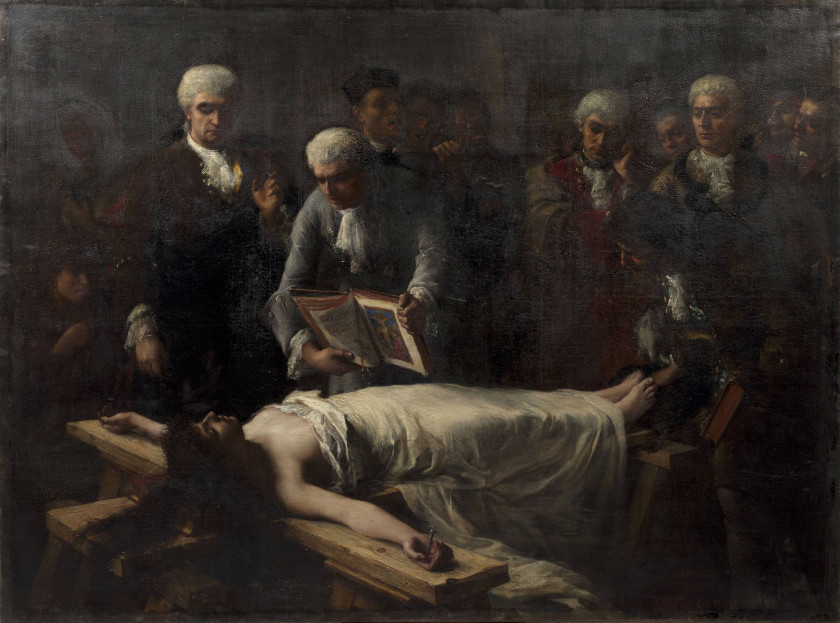
Une extatique au XVIIIe siècle - épreuve du crucifiement (1879)
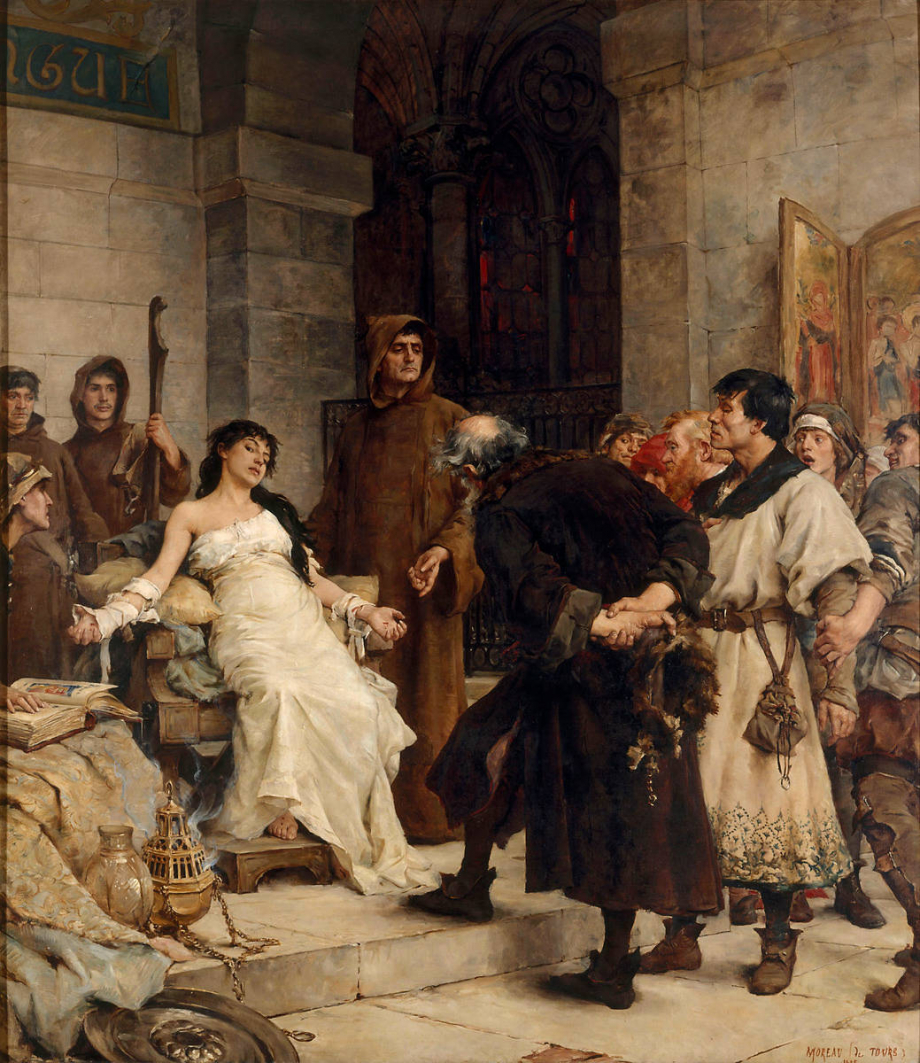
Une Stigmatisée au Moyen Âge (1885) Nantes
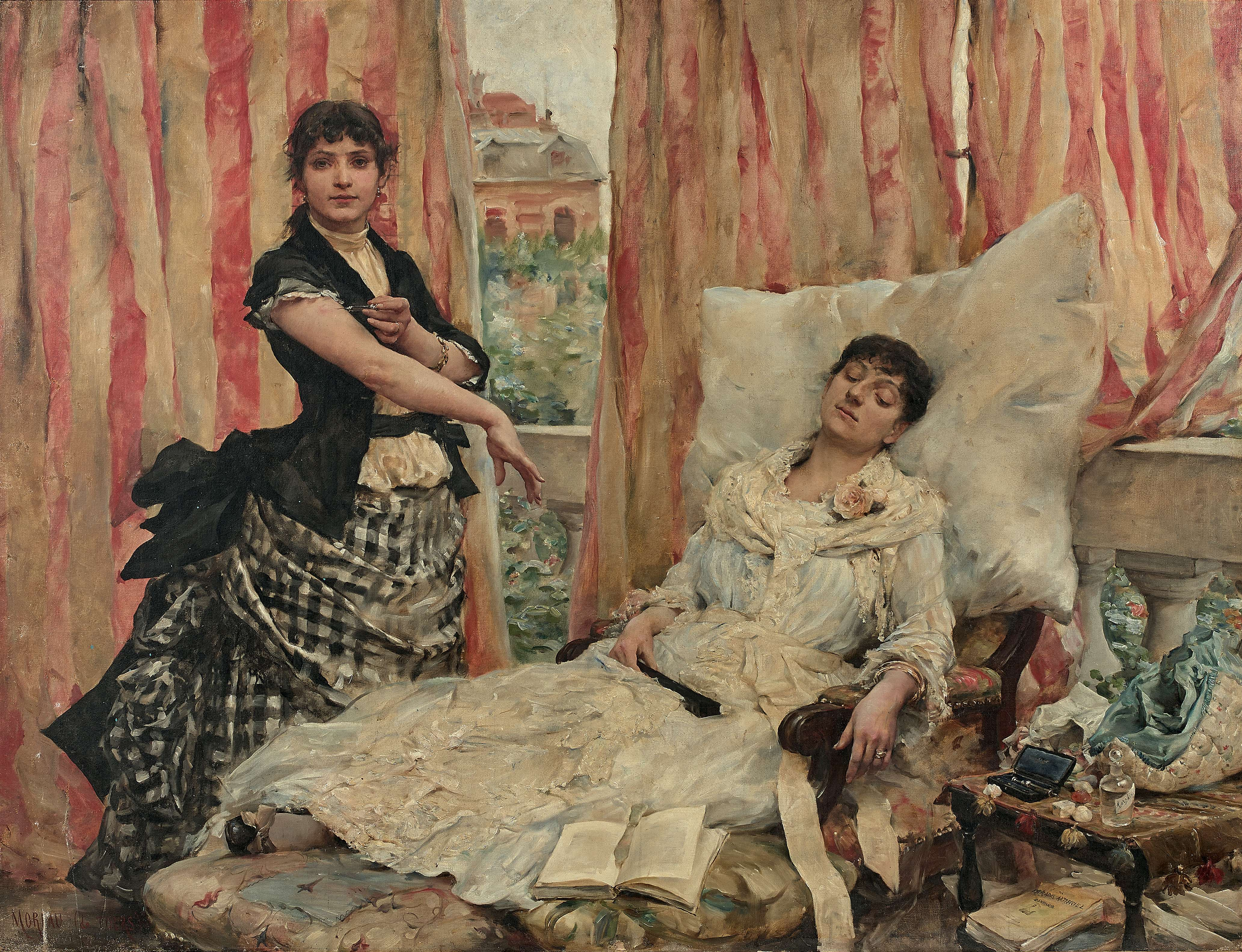
Les Morphinées (1886)
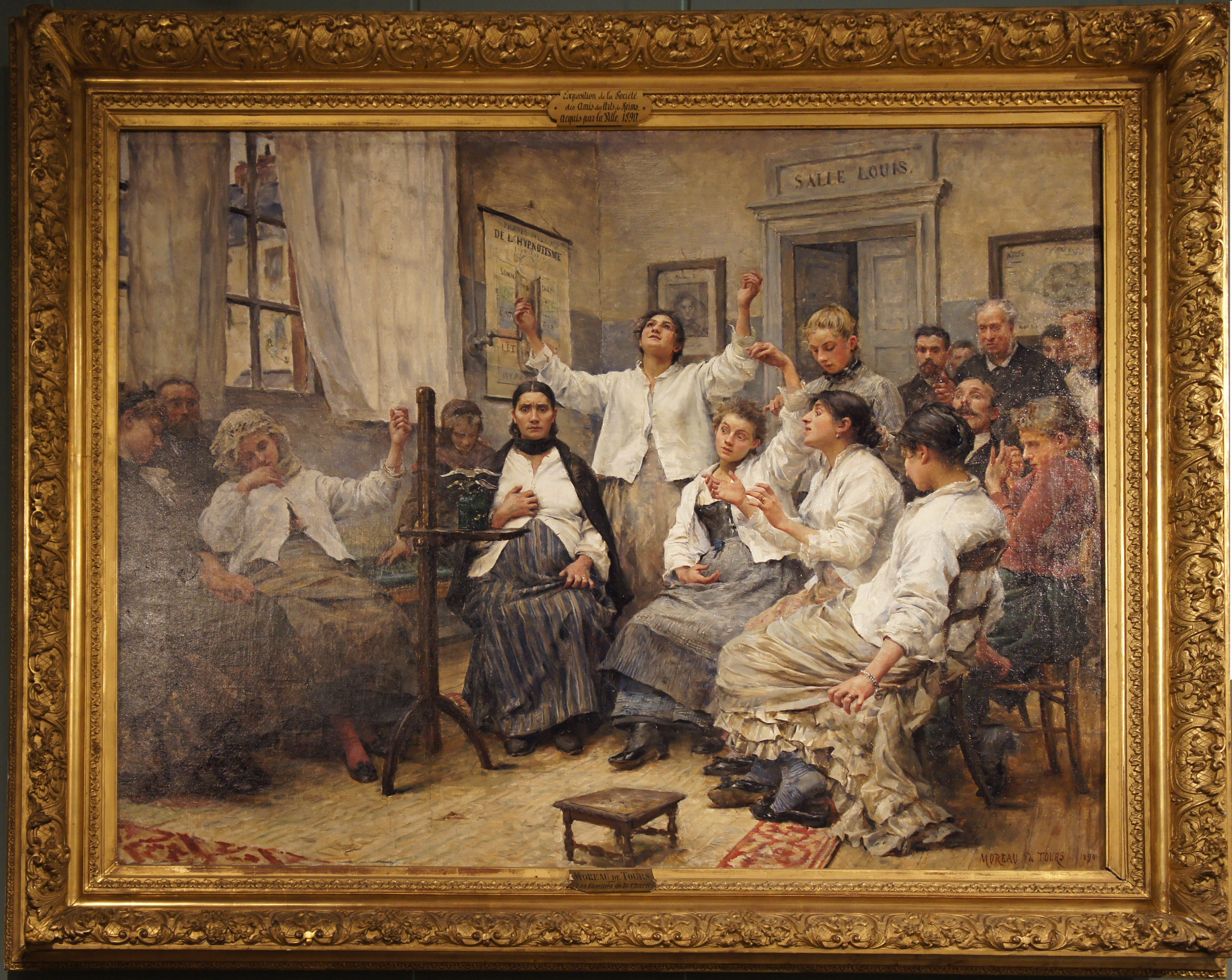
Les fascinés de la Charité (1890), Reims
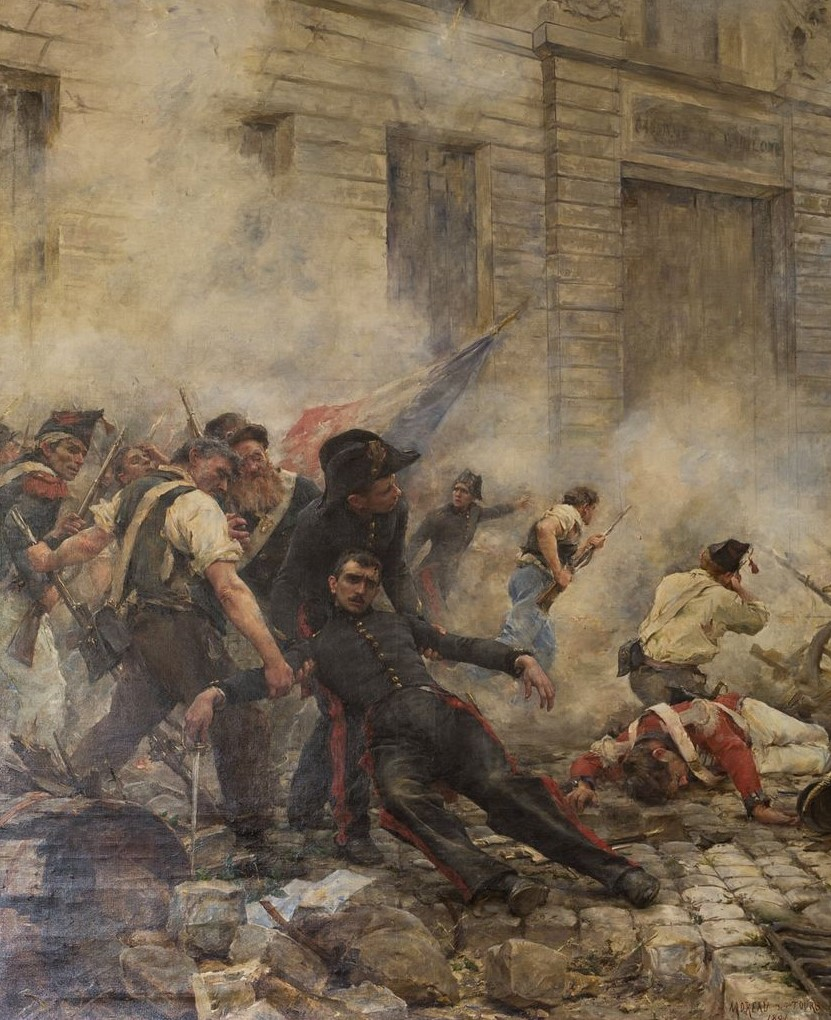
La mort du polytechnicien Vaneau, 29 juillet 1830 (1891) Palaiseau, École polytechnique
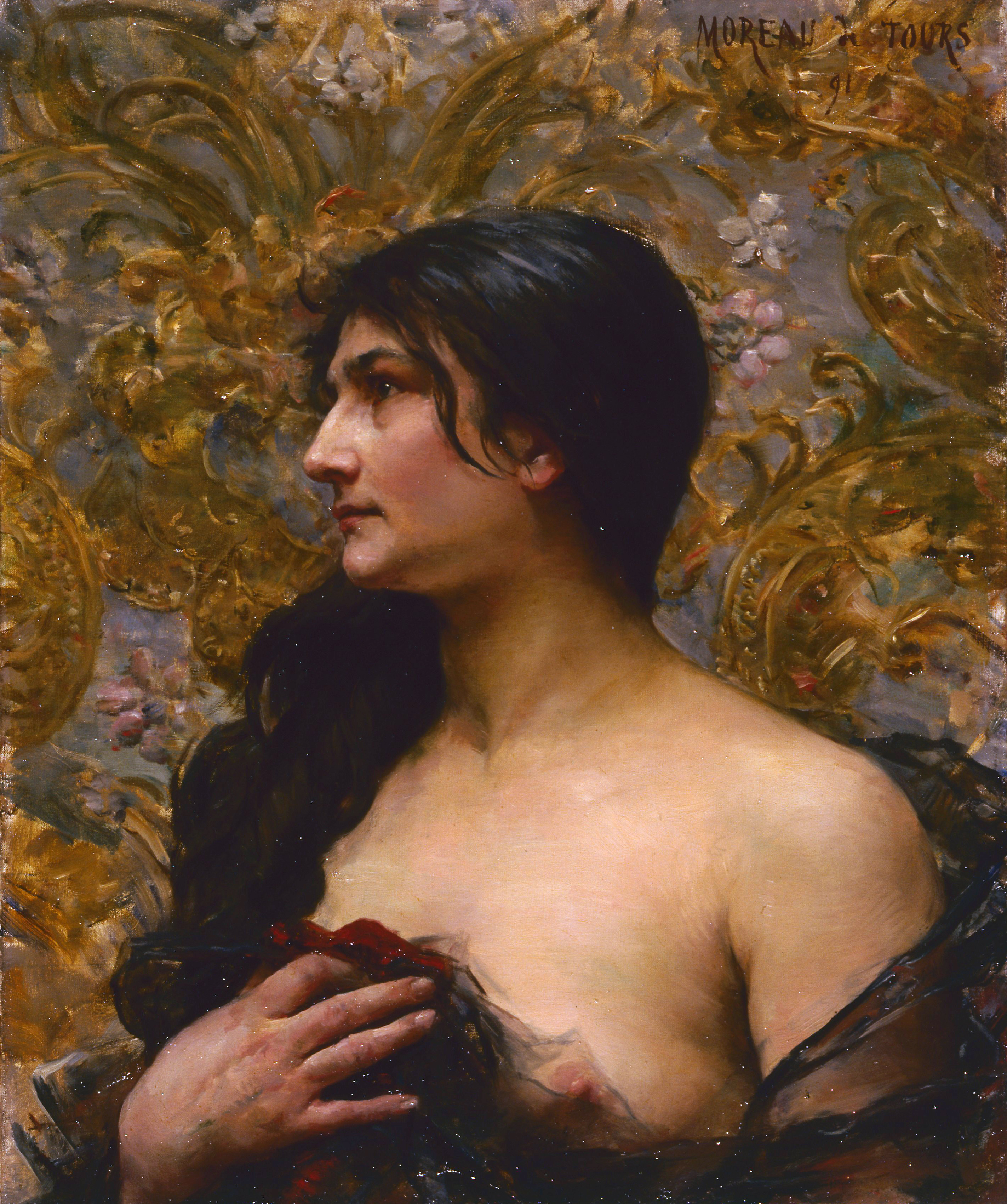
Douleur (1891) Saint-Brieuc
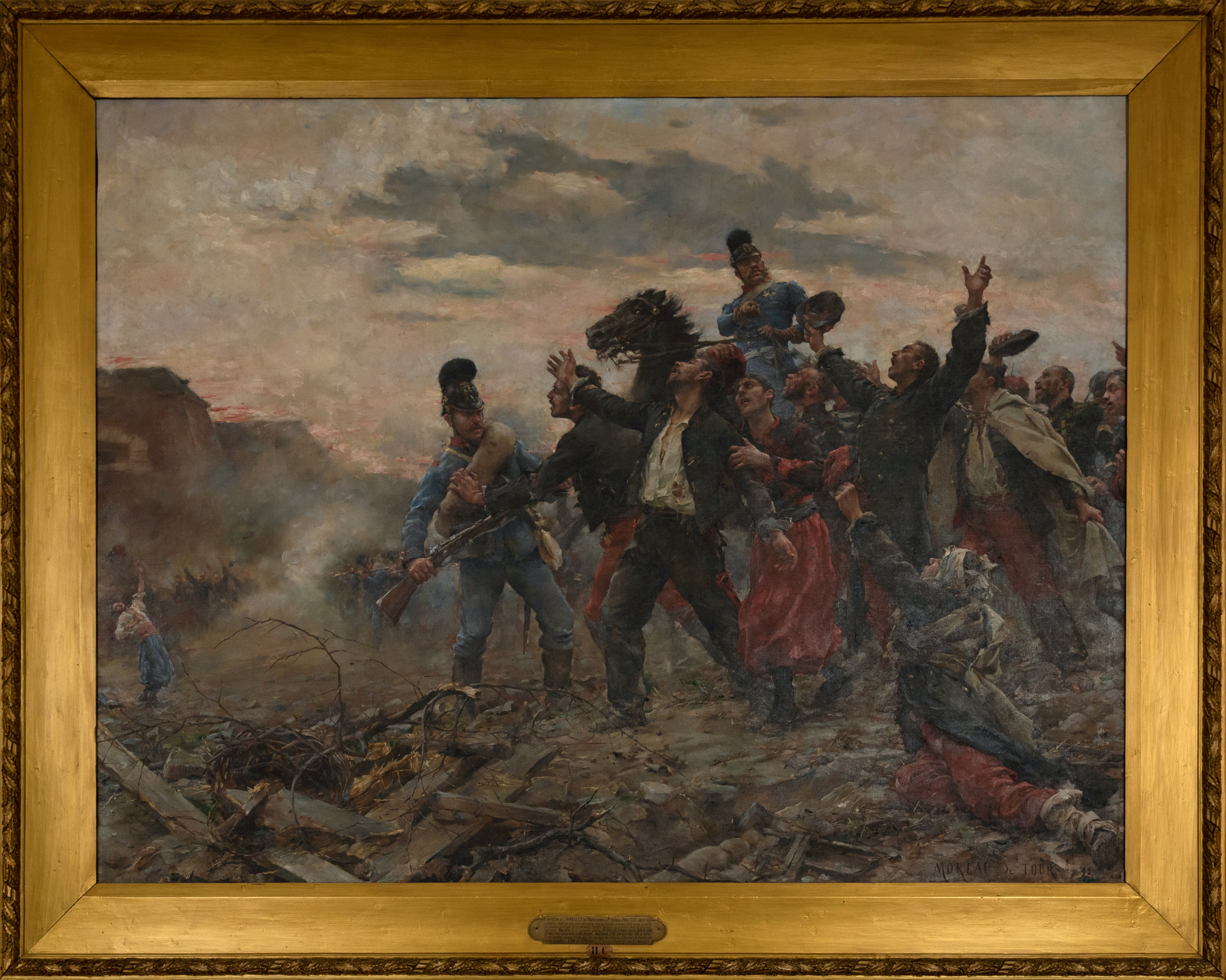
Vive la France ! - Mort du Sergent Gombault (1892), Musée de Dinan
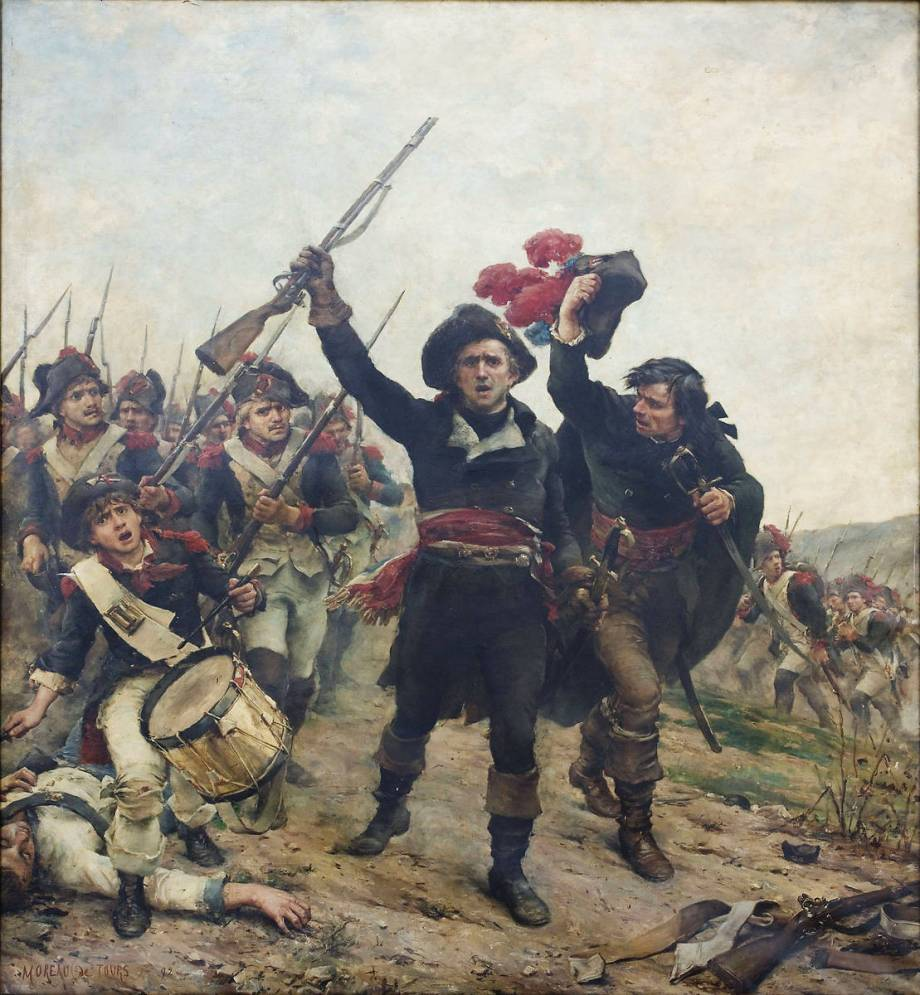
Lazare Carnot à Wattignies (1893) Évreux

## Élèves
- Thérèse Moreau de Tours, née Champrenaud (1861-1921)
- Georges Méliès (1882-1883)

## Iconographie
- Pierre Petit, Portrait de Georges Moreau de Tours[8]